# Ганат
Ганат (на арабски: قنات – ганат, на персийски: کاریز – кариз) е древно изкуствено подземно иригационно съоръжение.
Първите ганати възникват в Древна Персия и се разпространяват до Индия и Китай на изток и до Европа и Америка на запад. Те осигуряват на населението целогодишен достъп до вода и са алтернатива на откритите естествени водоизточници за географските райони, където такива водоизточници пресъхват през горещите сезони. Захранват се с подземни води и се изграждат върху седиментен наклонен терен, под който има воден хоризонт. Изкопават се с лек наклон за осигуряване на постоянен воден поток. Системата е екологична и енергийно ефективна – поради затвореност на каналите има малки загуби на водата, а за нейното доставяне до местопредназначението ѝ се използва само гравитацията. С помощта на система от ганати с вода могат да се снабдяват земеделските площи и населените места, отдалечени от естествените водоизточници на десетки километри. Ганатите продължават традиционно да се използват за поливно земеделие в страните, бедни на водни ресурси. Най-много запазени и функциониращи ганати има в държавите от Централна Азия, Северна Африка и Персийския залив.

## Наименование
Ганат е арабска дума и в превод означава канал. На персийски ганатите се наричат кариз или карез и това название се използва в Афганистан, Пакистан, Индия и в някои страни от Централна Азия. В Азербайджан терминът е с произношение кахриз/кехриз. В арабските страни ганатите имат различни названия: фаладж (Оман и Обединени арабски емирства), фогара (Северна Африка), кетара (Мароко). В Иран са популярни три названия – ганат, кариз и кахриз, но в специализираната литература е възприет официалният термин ганат.

## Предназначение
Ганатите са изкуствени подземни канали за доставяне на вода. Макар голяма част от тях да са строени преди векове, те продължават да се използват в региони с горещ пустинен климат, където валежите са рядкост, а водните ресурси незначителни. При липса на пълноводни реки и езера само подземните води могат да се използват за поливни цели и за снабдяване на населението със сладка вода, а ганатите са съоръженията, които осъществяват тази възможност. Основното предимството на ганатите е в поддържането на непрекъснат, макар и непостоянен дебит на водата. Освен за напояване ганатите се използват също за захранване с вода на различни стопански съоръжения, като водни резервоари (аб анбари) и подземни хладилни пространства (яхчали).

## История и разпространение
Предполага се, че първите подземни иригационни канали са възникнали в Древна Персия и според гръцкия историк Полибий това става по време на Ахеменидите (550-330 г. пр.н.е). Представителите на тази династия са поощрявали строителите на ганати, като им позволявали да събират и запазват печалбите от новопостроените съоръжения за пет поколения. Постепенно този начин за водоснабдяване се разпространява из цялото Иранско плато, пренася се на запад през Месопотамия до бреговете на Средиземно море, на изток – през Афганистан и селищата край Пътя на коприната – стига до Индия и Китай. Арабите пренасят тази технология в Алжир, Мароко, оттам ганатите навлизат в Испания, а испанските колонизатори ги построяват в Америка.

## Изграждане и използване
За изграждането на ганатите се избират места с определени географски характеристики. Предпочитат се такива, които се намират близо до планинските райони с изобилни валежи и имат постоянно захранван водоносен пласт. Най-подходящи са подножията на планините, където има много наносни участъци, тъй като тяхната повърхност позволява бърза инфилтрация на водите от валежите и от стичащите при снеготопене водни потоци. Там, където такива участъци са много, се изграждат системи от ганати.
Построяването на ганатите е дълъг и скъп процесс. Изграждането им изисква специфични умения и се изпълнява от опитни работници, наричани могани. Изкопаването на подземните тунели се прави ръчно и е свързано с рискове от тяхното срутване. При съвременните дейности по възстановяване или построяване на нови ганати голямо внимание се обръща на безопасността на труда.

### Конструкция
Ганатите в повечето случаи се построяват на седиментни терени, които имат наклон. Изграждането им започва с проучвателен етап, при който се правят сондажи за установяването на водоносния хоризонт. Шахтата, чрез която се стига до водата, е главната. Дълбочината ѝ може да стига до 200 m и повече. Подземният тунел се изкопава, започвайки от мястото в долната част на склона, определено за извеждането на водата на повърхността. Това място е краят на ганата и от него се копае нагоре към главната шахта. Освен подземната част на ганата се изгражда и низ от спомагателни шахти, които се използват за изнасяне на изкопаната пръст по време на строителството на тунела, за неговата вентилация, а също така и за осигуряване на достъп за поддръжката му. Те се виждат на повърхността като кръгли изкопи и визуализират траекторията на тунела. Самият тунел е с овални стени, които се омазват с глина, за да се намали тяхното ронене. Тунелът се прави с малък наклон и една неголяма част от него подминава дъното на главната шахта. При пресичането на шахтата водата от водоносния пласт прониква в ганата и почва да се стича по него към извода. Излезлият на повърхността воден поток се насочва към поливните площи. За неговото разпределение се изграждат допълнителни съоръжения.
Дължината на ганатите се определя от релефа на местността и варира в широк диапазон от стотици метри до десетки километри. Тя зависи от наклона на земната повърхност и от дълбочината и наклона на водния хоризонт. В стръмните подножия на планините ганатите са относително къси, в пустините ганатите са дълги.

### Функциониране
Ганатите са енергийно ефективна и екологична система, тъй като не използват друг източник на енергия, освен гравитацията. Ганатите имат относително малко загуби на вода поради слабото ѝ изпарение в затворените подземни тунели. Загубите основно се дължат на факта, че леглото на ганата е прокопано в пластове пясък и чакъл, които имат висока водопроницаемост. Тези загуби на вода могат в известна степен да се възстановят, тъй като просмукалата се през дъното на ганата вода стига до нивото на подпочвените води и може отново да се използва от ганат, разположен по-надолу на склона. С времето водопроницаемостта по естествен начин намалява поради натрупването на тиня и при старите ганати дъната са запечатани и загубите са много малки.
Основното предимство на ганатите е възможността за непрекъснато доставяне на вода и с това те съществено се отличават от напоителните системи, които разчитат на повърхностните води и са неизползваеми по време на сухия сезон. От друга страна, дебитът на водата в ганатите не е постоянен и има сезонни колебания. Те са свързани както с количествата валежи, така и с температурните промени, като дебитът през горещите месеци може да намалее до около 30%. При няколкогодишна продължителна суша ганатите също могат да пресъхнат. Дебитът на повечето ганати обикновено е в рамките на десетки кубически метра в час, но макар и рядко, се намират такива с дебит от стотици кубически метра в час.

## Ганати по света
Експанзията на ганатите по света започва от древността и продължава много векове. При управлението на Абасидите те се разпространяват в Централна Азия и Мека. До Китай те стигат, минавайки през селищата по Пътя на коприната. От Сирия и Йордания през римската епоха те проникват на запад и север и техните следи могат да се намерят в района на Люксембург. Нашествието на арабите пренася технологията в Кипър, Сицилия, Мароко, Испания, Канарските острови. В Мексико и Перу те се появяват като резултат на испанското колонизиране.
През 2007 г. с вода от ганатите се напояват около 15 милиона хектара (6% от всички поливни площи в света). Половината от тези площи се намират в Иран, останалите са в Афганистан, Пакистан, страните от Централна Азия, Оман, в страните от Магреб и Мексико.

### Америка
Испанците построяват ганати в Мексико през 1520 г. Ганати има и в Перу, на платото Наска, намират се също в северните райони на Чили.

### Арабски полуостров

#### Оман
В Оман за системата от ганати се използва терминът афладж (ед. ч. фаладж). Археологическите находки сочат техен древен произход от преди около 2500 години. В зависимост от водоизточника системата има 3 вида: давуди (داوودية) е класическата система, използваща подземен водоносен пласт; гаили (الغيلية) използва бент за събиране на вода; аини е свързан с воден извор. В султаната изоставените фаладжи се възстановяват и там все още съществуват и се използват около 3000 системи. Пет от тях са включени в списъка на световното наследство на ЮНЕСКО.

#### Обединени арабски емирства
В Обединени арабски емирства ганатите (фаладжи) се използват като напоителна система за палмовите насаждения и градини в оазиса Айн. Там действат 7 системи от фаладжи с дебит 315 l/s.

### Азия

#### Азербайджан
В Азербайджан ганатите се наричат с персийската дума кахриз. Кахризите се използват от векове и водата, доставена чрез тях, служи както за поливане, така и за домакински нужди. Според някои оценки в страната до началото на 20. век са съществували около 1500 кахриза, 400 от които в областта Нахичеван. Към началото на 21. век в Азербайджан функционират около 800 такива системи. През 1999 г. Международната организация за миграция (МОМ) инициира програма за рехабилитация на кахризи в Азербайджан и до 2011 са възстановени 143. През 2010 г. МОМ заедно с Корейската агенция за международна кооперация започва двугодишен проект за възстановяване на още 20 кахриза с бюджет от $1.2 милиона.

#### Армения
На арменски се използва персийският вариант на названието – кахриз. В Армения запазен кахриз има в областта Сюник, на границата с Иран.

#### Афганистан
На езиците дари и пущу се използва терминът карез. Според проучването, проведено в Афганистан през 1967 г., 6740 карези са използвани за напояване на 168 000 ha, като един карез доставя вода за площ от 10 ha до над 200 ha. Карезите също така се използват за водоснабдяване на домакинствата. Те са от жизнено значение за населението и възстановяването на разрушените от войните системи е сред главните приоритети на държавата.

#### Индия
В Индия се използва терминът кариз, който се възприема от Персия заедно с технологията на построяването на ганатите. Известен е каризът в град Бидар в щата Карнатака, построен преди около 500 г. от династията Бахмани (1347 – 1518 г.). Той е с 21 шахти, от които са се запазили 15, и с дължина около 2 километра. Каризи има също в градовете Гулбарга и Биджапур в щата Карнатака и Бурханпур в щата Мадхя Прадеш.

#### Иран
В Иран има значителен брой добре изучени и запазени ганати, като 11 от тях са включени в Списъка на световното наследство на ЮНЕСКО. Най-известният ганат се намира в град Гонабад, в провинция Разави Хорасан, съществува от около 2700 години и продължава да снабдява населението с питейна вода и да се използва за поливане. Той е с обща дължина 33 113 m и има 427 шахти.
Ганати с дължини над 30 km има около градовете Керман и Язд, които се намират близо до пустините Дащ-е Кавир и Дащ-е Лут. В другите райони на Иран повечето ганати са с дължини под 5 km. Дълбочината на ганатите в Иран в зависимост от района варира от под 10 m до над 200 m, като най-дълбоките са в района на Гонабад. С навлизането на нови техники за водоснабдяване използването на ганатите намалява и те постепенно западат.

#### Ирак
Проучване, проведено в Ирак през 2009 г. по инициатива на ЮНЕСКО и осъществено от Географския департамент на Университета на Оклахома, САЩ, установи 683 системи от ганати, от които само 116 действащи. Над 80% от тях се намират в областта Сулеймания, около 13% са в областта Арбил. Причините за западането на ганатите са липсата на поддръжка поради изоставянето им и голямата суша след 2005 г. Според проучването всеки ганат има потенциал да осигурява с вода домакинства с около 9000 души или да се използва за напояване на 200 хектара земеделски площи. През 2010 г. правителството на Ирак с помощта на ЮНЕСКО започна програма по възстановяването на системата.

#### Йордания
В Йордания през 2004 г. е открит и изследван голям акведукт с дължина 170 km, от които 94 km са под земята и са изградени по технологията на ганата. Тази част представлява низ от вертикални шахти, свързани с тунел с малък наклон. Предполага се, че строителството на системата започва през 129 – 130 г. при управлението на римския император Адриан. Съоръжението никога не е било завършено и са функционирали само части от него.
В Йордания системата от ганати се казва афладж. Общият брой регистрирани афладжи е 32, от тях 8 са действащи.

#### Китай
В града-оазис Турпан, намиращ се в пустинята на провинция Синдзян в Североизточен Китай, водата се доставя чрез система от ганати, които местните хора наричат карези. Предполага се, че информация за този начин на водоснабдяване е стигнала до Китай по Пътя на коприната. Броят на карезите е над 1000, а общата им дължина е 5000 km. В Турпан има музей на водата, а карезите като историческо наследство са под защитата на държавата.

#### Пакистан
В Пакистан ганатите се наричат карези и се намират в провинция Белуджистан. До 1970 г. има около 3000 действащи системи. С появата на електрическите помпи, шахтовите и тръбните кладенци карезите се изоставят, престават да бъдат поддържани и западат. През 1970-те години с международна финансова помощ е проведено проучване, което определя традиционната напоителна система като остаряла и не подлежаща на обновяване. От друга страна, в някои райони на Белуджистан продължават да се използват древните карези и все още има опитни строители, които познават технологията на тяхното изграждане.

#### Сирия
В Сирия са документирани 91 ганата, от които 30 все още действащи през 2001 г. Водата, доставяна от тях, се използва главно за поливане. В страната широко навлиза изпомпването на подземни води и системите от ганати западат и пресъхват поради изтощаването на водоносните пластове.

#### Япония
В Япония има десетки системи, наподобяващи ганати, които се наричат мамбо или манбо. Не са намерени убедителни доказателства за техния произход, но съществува предположение, че те са пренесени от Китай и са наследници на персийските карези.

### Европа

#### Испания
В Испания ганатите са известни под името галерии. Предполага се, че те са се появили на Пиренейския полуостров по време на управлението на маврите. Следи от галерии са намерени в Андалусия, в град Гранада се намира мрежа от ганати. Намерена е и изучена система от галерии в един малък град Алькудия-де-Креспинс във Валенсия, използвана за снабдяване на домакинствата с вода.

#### Италия
Един от известните ганати в Италия е построеният при управлението на Клавдий (44 – 54 г.) тунел с дължина 5653 m, който бил използван за водоснабдяване на най-голямото в Италия вътрешно езеро Лаго Фучино. Някои от неговите шахти са с дълбочина 122 m.
Голяма мрежа от ганати има в Палермо, изградена по време на арабското управление в Сицилия (827 – 1072 г.). Днес ганатите на града са изучени, използват се като туристическа атракция и продължават да осигуряват вода за поливни цели. Някои от ганатите пресичат специални подземни помещения Scirocco, които по този начин се запазват хладни по време на летните горещини. Дължината на отделните ганати в Палермо е около 1 – 2 km. Дебитът на водата е различен и варира от няколко до десетки литра в секунда.

#### Люксембург
Около Люксембург има добре запазен ганат от римско време. Смята се, че той е от най-големите системи от този род на север от Алпите. Общата му дължина е 600 m, броят на шахтите е 20 – 25. Изучени са около 330 m от тунела и 13 шахти. Предполага се, че ганатът е построен по времето на гало-римляните (около 150 г.), за да снабдява с вода голяма вила в долината на Алзет, а след това функционира още 120 години.

### Северна Африка

#### Алжир
В Алжир ганатите се наричат фогара и се използват за напояване на оазиси в пустинята Туат. Дължината им се оценява на хиляди километри. Броят на действащите ганати намалява от 907 през 2001 г. на 880 през 2013 г. Водата се разпределя между ползвателите чрез специално направени преливници, като всеки има определен дял от нея.
Влажният въздух на оазисите се използва като допълнителен източник на вода за фогара. Чрез естествена вентилация той навлиза през вертикалните шахти в тунелите и доставя влага, която кондензира върху стените. Кондензираната вода се стича във фогара и се включва отново в напояването.

#### Египет
В Египетската пустиня се намират 4 големи оазиса, от които най-добре е изучена древната водоснабдителна система на оазиса Харга. Има данни, че още през втората половина на 5. век пр.н.е. е създадена мрежа от 20 ганата, която е доставяла вода за напояване. Системата има различни части: класически подземни тунели, комбинация от тунел и артезиански кладенец и относително къси отворени канали.

#### Либия
В Либия за ганатите се използва терминът фогара. Километри от фогари са намерени около град Джерма, древната столица на гарамантите, като броят им в областта Фезан е над 550. Благодарение на тези системи се разраствали оазисите в Сахара, които от своя страна допринасяли за развитието на търговията и просперитета на държавите.

#### Мароко
В Мароко ганатите се наричат кетара. Известни са оазиси в мароканската част на пустинята Сахара, които от 14. век се захранват с вода от тези системи. В областта около Маракеш те са изоставени от началото на 1970-те години и пресъхват. В оазиса Тафилалт, в областта Мекнес - Тафилалет, те са около 400 броя и половината все още се използват.

#### Тунис
В Тунис ганатите се наричат по няколко начина: аин, крига, генариа или мкоула. През 2003 г. с финансовата помощ на Европейския съюз се осъществи проект за изучаване на ганатите в страната. Регистрирани и описани са 9 ганата, от които един е действащ.